# Hirundichthys marginatus
Hirundichthys marginatus is een  straalvinnige vissensoort uit de familie van vliegende vissen (Exocoetidae). De wetenschappelijke naam van de soort is voor het eerst geldig gepubliceerd in 1928 door Nichols & Breder.
De soort staat op de Rode Lijst van de IUCN als niet bedreigd, beoordelingsjaar 2008.